# Municipio de River (condado de Warren)
El municipio de River (en inglés: River Township) es un municipio ubicado en el  condado de Warren en el estado estadounidense de Carolina del Norte. En el año 2010 tenía una población de 1352 habitantes.

## Geografía
El municipio de River se encuentra ubicado en las coordenadas 36°28′1.53″N 77°56′56.96″O / 36.4670917, -77.9491556.